# Thomas Moore (poète)
Pour les articles homonymes, voir Thomas Moore, Moore, Thomas More et More.
Thomas Moore (né à Dublin le 28 mai 1779 - mort à Sloperton Cottage (Bromham, Wiltshire, Angleterre) le 25 février 1852) est un poète irlandais.

## Biographie
Il voyage en Europe, notamment à Venise où Byron lui confie son journal. Entre 1820 et 1822, il est accueilli à Sèvres près de Paris par la famille de Martin de Villamil.
Il est particulièrement connu pour ses "Irish Melodies" contenant 130 poèmes tels que The Minstrel Boy (en) ou La dernière rose de l'été (en) qui, mis en musique par Moore lui-même et Sir John Andrew Stevenson, sont emblématiques de l'Irlande, très appréciés et très souvent repris. Ils ont fait de Moore un héros populaire pour les nationalistes irlandais Son œuvre a beaucoup marqué le compositeur Hector Berlioz qui lui emprunte le terme « mélologue ».
Le peintre Gilbert Stuart Newton a réalisé un portrait de lui.
En 1849, il tombe dans la démence sénile et meurt à Sloperton (Bromham, Wiltshire, Angleterre) le 25 février 1852.

## Œuvres
- Lalla Rookh: an Oriental Romance (1817) (poème)
- The Fudge Family in Paris (1818) (satire)
- The Loves of the Angels (1823) (poème)
- The Epicurean (1827) (roman)
- The Poetical Works Of Thomas Little, 1801
- Epistles, Odes And Other Poems, 1806
- The Two Penny Post Bag, 1813
- Loves Of The Angels, 1823
- The Fudges In England
- Travels of an Irish Gentleman in Search of a Religion (2 vols.) (1833)
- Peace be around thee et Bring the bright garlands ont été mis en musique par Rosalind Ellicott.

## Sources
- (en) Biographie de Thomas Moore